# Archidiocèse d'Oristano
L'archidiocèse d'Oristano, en Sardaigne, a été érigé canoniquement au XIe siècle. L'archevêque titulaire est depuis 2019 Roberto Carboni (it).
Le diocèse s'étend sur 3 112 km2 couvrant 85 paroisses et accueillant 148 762 fidèles baptisés (99,5 % de la population). Le clergé du diocèse est constitué de 100 religieux séculiers et 28 religieux réguliers.
Son siège est à Oristano où se trouve la cathédrale archiépiscopale Santa Maria Assunta.

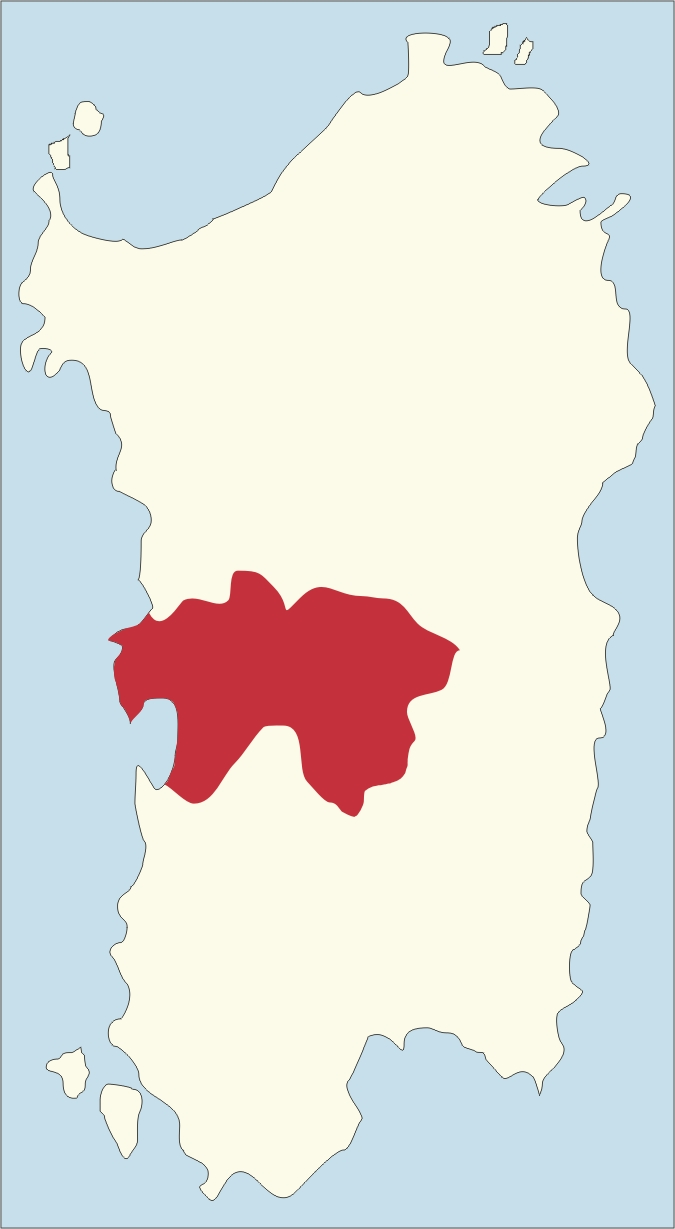
Situation de l'archidiocèse en Sardaigne.
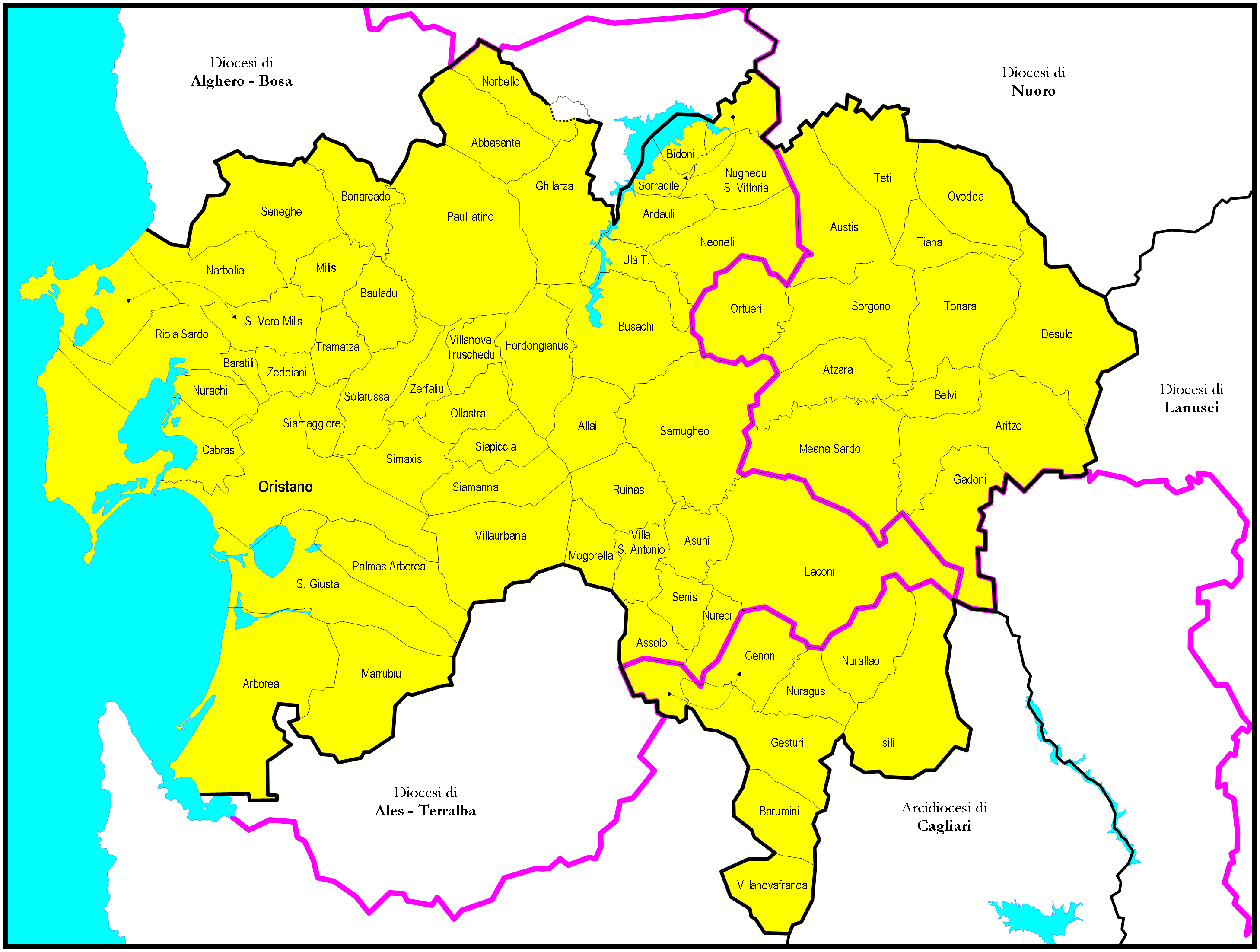
Composition de l'archidiocèse.